# Rips machine
在幾何群論中，Rips machine是研究R-樹上的群作用的一個方法。這是Eliyahu Rips於1991年左右在未發表的工作中引入的。
一個R-樹是唯一地弧連通的度量空間，內裏每條弧都與一個實區間等距。Rips證明了Morgan & Shalen (1991)的猜想，就是每個自由作用在R-樹上的有限生成群都是自由阿貝爾群和曲面群的自由積(Bestvina & Feighn 1995)。

## 曲面群在R-樹上的作用
根據Bass–Serre理論，一個自由作用在單純樹上的群是自由的。這結果對R-樹不成立：Morgan & Shalen (1991) 證明了歐拉示性數小於-1的曲面的基本群也自由作用在R-樹上。他們證明了一個連通閉曲面S的基本群在R-樹上自由作用，當且僅當S不是歐拉示性數≥-1的三個不可定向曲面之一。

## 應用
對一個有限生成群G的一個穩定等距作用，Rips machine賦予一個「正規形式」的近似，即G在一個單純樹上的穩定作用，因此有Bass–Serre理論所指的G的一個分裂。幾何拓撲學中有數種情況，會自然地遇到在R-樹上的群作用：如在泰赫米勒空間的邊界點（泰赫米勒空間的瑟斯頓邊界上的每個點，都表示為曲面上的一個measured geodesic lamination，這個lamination提升到曲面的泛覆蓋，這個提升的一個自然對偶對象是一個R-樹，帶有曲面的基本群的等距作用），克萊因群作用經適當地重標後的格羅莫夫-豪斯多夫極限，等等。使用{\displaystyle \mathbb {R} }-樹的這個machine，大幅縮短了哈肯3-流形的瑟斯頓雙曲化定理的現代證明。R-樹擔當關鍵角色的還有Culler-Vogtmann外空間的研究，，及幾何群論的其他領域；例如群的漸近錐面常常有像樹的結構，生出了R-樹上的群作用。R-樹和Bass–Serre理論是Sela工作的關鍵工具，以解決（無扭）字雙曲群的同構問題，建立Sela版本的JSJ-分解理論，對自由群的塔斯基猜想的工作，及極限群理論。

## 外部連結
- Wilton, Henry,  (PDF), 2003[永久]